# Семенов Олексій Володимирович
Олексій Володимирович Семенов (рос. Алексей Владимирович Семёнов; нар. 12 квітня 1983, Ленінград, СРСР) — російський футболіст, півзахисник.

## Життєпис
Кар'єру розпочав у клубі «Свєтлогорець». 2000 року брав участь у першості КФК, 2001—2003 — у другому дивізіоні. 2004 року перейшов у вологодське «Динамо», 2005-го — у нижньогородську «Волгу». У 2006-2007 роках грав за клуб першого дивізіону «СКА-Енергія». Влітку 2007 перейшов до клубу Прем'єр-ліги «Хімки», за який зіграв у двох останніх турах чемпіонату. Наступні два сезони провів у клубі першого дивізіону «Носта» (Новотроїцьк), у 2009-2010 роках грав за калінінградську «Балтику». У 2011 повернувся в «СКА-Енергію», у серпні 2012 року — відданий в оренду «Петроресту». Рік по тому перейшов у «Салют» (Бєлгород), у лютому 2014 року — у ФК «Тамбов», за який зіграв 4 матчі. З серпня 2014 року грав у «СКЧФ Севастополь», провів 15 матчів у першості ПФЛ, які згодом анульовали.
З 2017 року - гравець аматорських команд Санкт-Петербурга «Машинобудівні Технології» (2017), СТД «Петрович» (з 2017)